# 상투메 프린시페의 공휴일
상투메 프린시페의 공휴일은 다음과 같다.
| 날짜      | 이름            | 비고 |
| --------- | --------------- | ---- |
| 1월 1일   | 양력설          |      |
| 2월 3일   | 마르티르스 데이 |      |
| 5월 1일   | 노동절          |      |
| 7월 12일  | 독립기념일      |      |
| 9월 6일   | 국군의 날       |      |
| 9월 30일  | 농업 개혁의 날  |      |
| 12월 21일 | 상투메 데이     |      |
| 12월 25일 | 크리스마스      |      |